# لیتل سدار (آیووا)
لیتل سدار (به انگلیسی: Little Cedar) یک محدوده ثبت‌نشده در شهرستان میچل ایالت آیووا کشور ایالات متحده آمریکا است که جمعیت آن در سرشماری سال ۲۰۱۰ میلادی، ۶۰ نفر بوده‌است.